# 中西俊彦
中西 俊彦（なかにし としひこ、1962年10月17日 - ）は、日本の男性声優。東京都出身。以前はテアトル・エコー、東京俳優生活協同組合所属していた。

## 出演作品

### テレビアニメ
2010年
- とある魔術の禁書目録II（チャールズ＝コンダー）
- 学園黙示録 HIGHSCHOOL OF THE DEAD（大統領）

2012年
- エリアの騎士（記者）

2014年
- 曇天に笑う（大木喬任）

### OVA
- FLAG（ニュースキャスター）

2012年
- 史上最強の弟子ケンイチ（部下）※単行本第49巻特装版付属DVD

### ゲーム
- ソウルキャリバーV（ベテラン騎士）
- 天誅 千乱
- 十鬼の絆 〜関ヶ原奇譚〜（毛利 元康）
- 十鬼の絆 花結綴り（毛利 元康）
- WHITE ALBUM 2 幸せの向こう側

### ナレーション
- NHK人間講座 五木寛之篇
- 夢見る資本主義
- NNNきょうの出来事
- バレーすぽると
- ワールドカップバレー・ハイライト
- スーパーJチャンネル
- 経済ドキュメンタリードラマ ルビコンの決断
- TXNニュースアイ（生ナレーション）
- レディス4（生ナレーション）
- TALK ON BAYSIDE

### 吹き替え
- ER緊急救命室シーズンXI #2（ハーム・ブラード〈グレゴリー・ワグロウスキー〉）
- ウオッチメン（モーロック）
- ブッシュ W（デービッド・ケイ）
- ナイン（枢機卿秘書）
- 7つの贈り物（医師）
- DR.DOLITTLE 5
- フードボーイ 秘密のパワー（担任の先生ランド）
- CSI科学捜査班5（カバリエ刑事）
- ユーリカ 〜事件ですカーター保安官〜（タガート）

### ラジオドラマ
- 象の背中
- 青春アドベンチャー
- 歌謡ドラマシリーズ

### テレビ
- わたしが子どもだったころ あさのあつこ篇
- 死ぬかと思った
- パパとムスメの7日間
- CHANGE
- パンドラII
- 科学の法廷シリーズ「推定フェルメールNo.37」

### オーディオブック
- 竹内薫著「99.9％は仮説」

### アナウンス
- 新京成電鉄新京成線（現・京成松戸線） 駅構内

### 舞台
- エキスポ
- 無頼の女

### 特撮
- ウルトラQ dark fantasy（第2話の電話の声）